# Casemiro
Carlos Henrique Casimiro, ismertebb nevén Casemiro (São José dos Campos, 1992. február 23. –) brazil labdarúgó, a Manchester United és brazil válogatott védekező középpályása, aki középső védő poszton is bevethető. 2014. július 19-től a portugál bajnokságban szereplő FC Porto klubjához került kölcsönbe. 2015 nyarán visszatért a Real Madridhoz, ahol egészen 2022 nyaráig játszott. 2022-től az angol Manchester United  játékosa.
2011 óta brazil válogatott, tagja volt a 2018-as világbajnoki keretnek és négy Copa America-csapatnak, amelyet 2019-ben meg is nyertek.

## Pályafutása

### São Paulo (2010–2013)
Casemiro a São Paulo FC utánpótlás-csapatának tagjaként nőtt fel, 11 éves korától folytonosan csapatkapitány volt, Carlão néven volt ismert. Szerepelt a 2009-es U17-es világbajnokságon.
Casemiro 2010. július 25-én mutatkozott be a Série A-ban, a Santos FC elleni vereség során. Első gólját augusztus 15-én szerezte, a Cruzeiro Esporte Clube ellen.
2012. április 7-én ő lőtte csapata első gólját a Mogi Mirim Esporte Clube ellen az Arena Barueri stadionban, a São Paulo-i állami bajnokságon, Fabrício cseréjeként. Később kiállították. Csapatával megnyerte a Copa Sudamericana 2012-es kiírását, egyszer játszott csereként, a Club Universidad de Chile elleni negyeddöntőben.

#### Kölcsönben a Real Madrid csapatában (2013)
2013 januárjában a játékost a São Paulo kölcsönadta a spanyol Real Madridnak, ahol a második csapat játékosa lett a másodosztályban. Első mérkőzését február 16-án játszotta a CE Sabadell FC elleni 1–3 arányú vereség során.
Casemiro az első osztályban 2013. április 20-án mutatkozott be, 90 percet játszott a Real Betis ellen. Június 2-án megszerezte első gólját Európában, az AD Alcorcón ellen, a Alfredo di Stéfano Stadionban. Nyolc nappal később a madridi csapat megerősítette, hogy megvásárolta a játékost 18,738 millió brazil realért.

### Real Madrid (2013–2022)

#### Kölcsönben az FC Porto csapatában (2014–2015)
2014. július 19-én az FC Porto bejelentette, hogy leszerződtette kölcsönbe Casemiro-t. Összesen 41 mérkőzést játszott, négy gólt szerzett, többek között az FC Basel elleni Bajnokok-ligája nyolcaddöntőben lőtt szabadrúgást.

#### Visszatérése a Real Madridba
2015. június 5-én Casemiro visszatért a spanyol fővárosba, majd két hónappal később hat éves szerződést kapott. A következő év márciusában lőtte első gólját a Real Madrid színeiben, a UD Las Palmas elleni 2–1-es győzelem alkalmával, a 89. percben.
Miután Rafael Benítez alatt főleg csak csere volt, Zinédine Zidane csapatában szinte folyamatosan kezdő volt, abban a szezonban a Bajnokok-ligájában tizenegyszer szerepelt. Az Atlético Madrid elleni döntőben mind a 120 percben szerepelt és hozzásegítette csapatát 11. címéhez.
Casemiro a 2016–2017-es szezonban 25 mérkőzésen négy gólt szerzett, csapata öt év után először lett spanyol bajnok. A Bajnokok-ligája döntőben nagy távolságból szerzett gólt a Juventus elleni 4–1-es győzelem során. 2017. augusztus 8-án gólt szerzett az UEFA-szuperkupában a Manchester United ellen.
A 2017–2018-as Bajnokok-ligájában Casemiro tizenkétszer lépett pályára, egy gólt szerezve. A Madrid sorozatban harmadik és összességében tizenharmadik címét nyerte el.
Bebetonozta magát, mint a Madrid egyik legfontosabb játékosa, a 2019–2020-as szezonban bajnok lett a fővárosi csapat.
2021 augusztusában szerződését 2025-ig hosszabbították. Egy évvel később az UEFA-szuperkupában a mérkőzés legjobbjának választották az Eintracht Frankfurt ellen.

### Manchester United (2022–napjainkig)
2022. augusztus 19-én a Real Madrid bejelentette, hogy megegyeztek a Manchester United csapatával Casemiro átigazolásáról. A játékos három nappal írta alá a szerződését, 3+1 évre. A Southampton ellen mutatkozott be a csapatban csereként, 2022. augusztus 27-én. Október 22-én szerezte első Premier League-gólját, kiegyenlítve a Chelsea elleni rangadót a 94. percben. 2023. január 28-án duplázott az angol kupa negyedik fordulójában, a Reading ellen. 2023 májusában sorozatban két mérkőzésen is betalált a Bournemouth és a Chelsea ellen, amivel segített bebiztosítani az UEFA-bajnokok ligája szereplést a Unitednek.
2023. augusztus 26-án betalált a Nottingham Forest ellen, győzelemhez segítve a Unitedet. Szeptember 20-án pedig duplázott a Bayern München elleni 4–3-as vereség során, a 88. és a 95. percben betalálva. Hat nappal később ismét gólt szerzett, a ligakupa harmadik fordulójában, a Crystal Palace ellen. Második szezonját is trófeával zárta a United színeiben, ezúttal az FA-Kupát megnyerve.
2025. április 17-én, mikor a United 4–2-es hátrányban volt az Olympique Lyonnais elleni Európa-liga-negyeddöntő visszavágója hosszabbításában, a 114. percben kiharcolt egy tizenegyest, majd két gólpasszt adott másfél percen belül a 120. és 121. percben, nagy szerepet játszva a United 5–4-es győzelmében.

## Sikerei, díjai
São Paulo FC
- Copa Sudamericana: 2012

 Real Madrid
- Spanyol bajnokság  (3): 2016–17, 2019–20, 2021–22
- Spanyol kupa  (1): 2013–14
- Spanyol szuperkupa  (3): 2017, 2019–20, 2021–22
- UEFA-bajnokok ligája  (5): 2013–14, 2015–16, 2016–2017,2017-18,  2021-22
- Európai szuperkupa (3): 2016, 2017, 2022
- FIFA-klubvilágbajnokság (3): 2016, 2017, 2018

 Manchester United
- Angol ligakupa: 2022–2023
- Angol kupagyőztes: 2023–2024

## Statisztika

### Klub
Legutóbb frissítve: 2025. április 10.
| Klub               | Szezon         | Liga | Liga  | Kupa | Kupa  | Ligakupa | Ligakupa | Nemzetközi | Nemzetközi | Egyéb1 | Egyéb1 | Összesen | Összesen |
| Klub               | Szezon         | P.   | Gólok | P.   | Gólok | P.       | Gólok    | P.         | Gólok      | P.     | Gólok  | P.       | Gólok    |
| ------------------ | -------------- | ---- | ----- | ---- | ----- | -------- | -------- | ---------- | ---------- | ------ | ------ | -------- | -------- |
| São Paulo          | 2010           | 18   | 2     | 0    | 0     | —        | —        | 0          | 0          | 0      | 0      | 18       | 2        |
| São Paulo          | 2011           | 21   | 4     | 5    | 1     | —        | —        | 2          | 0          | 12     | 1      | 40       | 6        |
| São Paulo          | 2012           | 22   | 0     | 9    | 1     | —        | —        | 1          | 0          | 18     | 2      | 50       | 3        |
| São Paulo          | 2013           | 1    | 0     | 0    | 0     | —        | —        | 2          | 0          | 1      | 0      | 4        | 0        |
| São Paulo          | Összesen       | 62   | 6     | 14   | 2     | —        | —        | 5          | 0          | 31     | 3      | 112      | 11       |
| Real Madrid B      | 2012–13        | 15   | 1     | 0    | 0     | —        | —        | 0          | 0          | 0      | 0      | 15       | 1        |
| Real Madrid        | 2012–13        | 1    | 0     | 0    | 0     | —        | —        | 0          | 0          | 0      | 0      | 1        | 0        |
| Real Madrid        | 2013–14        | 12   | 0     | 7    | 0     | —        | —        | 6          | 0          | 0      | 0      | 25       | 0        |
| Porto (Kölcsönben) | 2014–15        | 28   | 3     | 2    | 0     | 2        | 0        | 10         | 1          | 0      | 0      | 40       | 4        |
| Real Madrid        | 2015–16        | 23   | 1     | 1    | 0     | —        | —        | 11         | 0          | —      | —      | 35       | 1        |
| Real Madrid        | 2016–17        | 25   | 4     | 5    | 0     | —        | —        | 9          | 2          | 3      | 0      | 42       | 6        |
| Real Madrid        | 2017–18        | 30   | 5     | 1    | 0     | —        | —        | 12         | 1          | 5      | 1      | 48       | 7        |
| Real Madrid        | 2018–19        | 29   | 3     | 5    | 0     | —        | —        | 6          | 1          | 3      | 0      | 43       | 4        |
| Real Madrid        | 2019–20        | 35   | 4     | 1    | 0     | —        | —        | 8          | 1          | 2      | 0      | 45       | 5        |
| Real Madrid        | 2020–21        | 34   | 6     | 1    | 0     | —        | —        | 10         | 1          | 1      | 0      | 46       | 7        |
| Real Madrid        | 2021–22        | 32   | 1     | 3    | 0     | —        | —        | 11         | 0          | 2      | 0      | 48       | 1        |
| Real Madrid        | 2022–23        | 1    | 0     | 0    | 0     | —        | —        | 0          | 0          | 1      | 0      | 2        | 0        |
| Real Madrid        | Összesen       | 222  | 24    | 24   | 0     | —        | —        | 73         | 6          | 17     | 1      | 336      | 31       |
| Manchester United  | 2022–23        | 28   | 4     | 5    | 2     | 6        | 1        | 12         | 0          | —      | —      | 51       | 7        |
| Manchester United  | 2023–24        | 25   | 1     | 3    | 1     | 2        | 1        | 2          | 2          | —      | —      | 32       | 5        |
| Manchester United  | 2024–25        | 21   | 1     | 2    | 0     | 2        | 2        | 9          | 0          | 1      | 0      | 35       | 3        |
| Manchester United  | Összesen       | 74   | 6     | 10   | 3     | 10       | 4        | 23         | 2          | 1      | 0      | 118      | 15       |
| Teljes karrier     | Teljes karrier | 400  | 40    | 49   | 5     | 12       | 4        | 111        | 9          | 49     | 4      | 621      | 62       |

### Válogatottban
Legutóbb frissítve: 2023. október 18.
| Brazília | Brazília        | Brazília |
| Év       | Pályára lépések | Gólok    |
| -------- | --------------- | -------- |
| 2011     | 1               | 0        |
| 2012     | 4               | 0        |
| 2013     | 0               | 0        |
| 2014     | 2               | 0        |
| 2015     | 2               | 0        |
| 2016     | 2               | 0        |
| 2017     | 9               | 0        |
| 2018     | 12              | 0        |
| 2019     | 14              | 3        |
| 2020     | 2               | 0        |
| 2021     | 11              | 1        |
| 2022     | 10              | 2        |
| 2023     | 6               | 1        |
| Összesen | 75              | 7        |

### Góljai a válogatottban
Legutóbb frissítve: 2023. március 25.
| #  | Dátum               | Helyszín                                                 | Ellenfél | Gól | Végeredmény | Verseny                          |
| -- | ------------------- | -------------------------------------------------------- | -------- | --- | ----------- | -------------------------------- |
| 1. | 2019. június 22.    | Arena Corinthians, São Paulo, Brazília                   | Peru     | 1–0 | 5–0         | 2019-es Copa América             |
| 2. | 2019. szeptember 6. | Hard Rock Stadion, Miami Gardens, Egyesült Államok       | Kolumbia | 1–0 | 2–2         | Barátságos mérkőzés              |
| 3. | 2019. október 13.   | Nemzeti Stadion, Kallang, Szingapúr                      | Nigéria  | 1–1 | 1–1         | Barátságos mérkőzés              |
| 4. | 2021. június 23.    | Nilton Santos Olimpiai Stadion, Rio de Janeiro, Brazília | Kolumbia | 2–1 | 2–1         | 2021-es Copa América             |
| 5. | 2022. január 27.    | Estadio Rodrigo Paz Delgado, Quito, Ecuador              | Ecuador  | 1–0 | 1–1         | 2022-es világbajnokság-selejtező |
| 6. | 2022. november 27.  | 974 Stadion, Doha, Katar                                 | Svájc    | 1–0 | 1–0         | 2022-es világbajnokság           |
| 7. | 2023. március 25.   | Ibn Batouta Stadion, Tanger, Marokkó                     | Marokkó  | 1–1 | 1–2         | Barátságos mérkőzés              |